# Jan Neruda
Jan Nepomuk Neruda, češki novinar, pisatelj in pesnik, * 9. julij 1834, Praga, † 22. avgust 1891.
Neruda je bil najvidnejši predstavnik »majevcev«, pisateljev, ki so se zbirali okoli časopisa Maj in preko njega promovirali češki književni realizem.

## Življenjepis
Jan se je rodil v družino praškega trgovca in svojo mladost preživljal v mestni četrti Malá Strana. Po zaključku šolanja je študiral filozofijo in filologijo, nato pa se je zaposlil kot učitelj. V tem poklicu je vztrajal do leta 1860, nato pa je postal svobodni novinar in pisatelj.
V svojih delih je Neruda realistično opisoval življenje v svoji mestni četrti in se hkrati uveljavil kot glasnik ideje ponovnega rojstva češkega patriotizma. Začel se je pojavljati tudi v političnih krogih, kjer je deloval predvsem kot pronicljiv kritik. S svojim boemskim življenjem je postal vzornik mlajši generaciji nekonformistov, ki je v njegovih radikalnih idejah in nekonvencionalnih mnenjih videla življenjski slog prihajajočega 20. stoletja. 
Leta 1869 je Neruda napisal politično študijo »Pro strach židovský« (V strahu pred Judi), v kateri obsoja odnos Judov do denarja, zaradi česar so njegovo ime zlorabili fašisti in nacisti v svojih govorih skoraj stoletje kasneje.
Pri osemindvajsetih je spoznal svojo edino pravo ljubezen, češko pisateljico Karolíno Světlo, ki pa je bila že poročena, zaradi česar njuna zveza ni prišla dlje od prijateljstva. Kasneje se je Neruda sicer zapletel še v nekaj ljubezenskih romanc, vendar se ni nikoli poročil. Umrl je leta 1891 in je danes pokopan na Vyšehradskem pokopališču v Pragi.
Po Janu Nerudi je prevzel psevdonim čilski nobelov nagrajenec za književnost iz leta 1971, Ricardo Eliecer Neftalí Reyes Basoalto, Pablo Neruda.

## Glavna dela
- Hřbitovní kvítí, 1857
- Knihy veršů, 1867
- Zpěvy páteční, 1869
- Povídky malostranské, 1877
- Písně kosmické, 1878
- Balady a romance, 1878–83
- Prosté motivy, 1883